# Octotoma plicatula
Octotoma plicatula är en skalbaggsart som först beskrevs av Fabricius 1801.  Octotoma plicatula ingår i släktet Octotoma och familjen bladbaggar. Inga underarter finns listade i Catalogue of Life.